# Irina Atykowna Asisjan

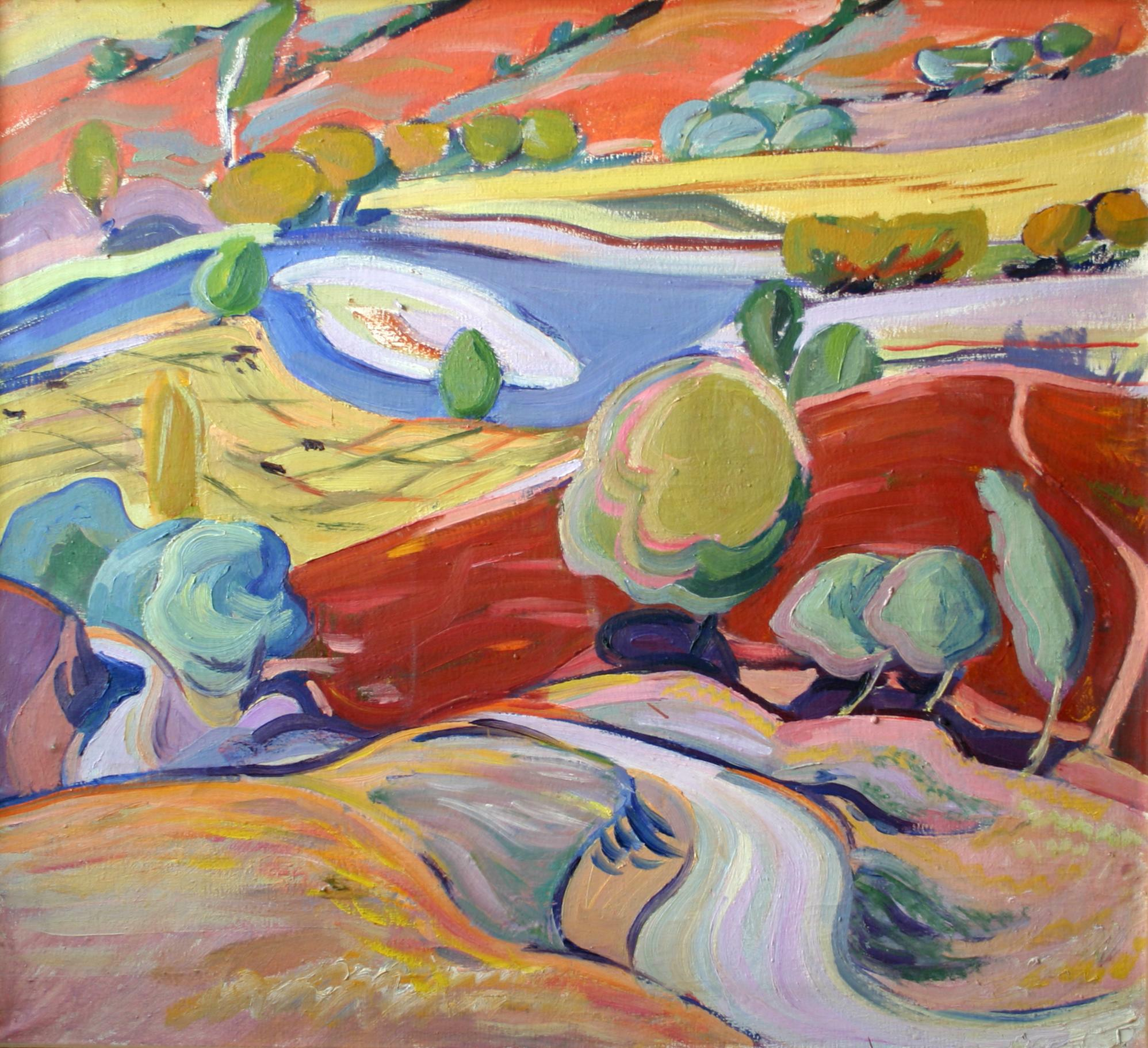
Landschaft mit einem Reisfeld, 1965

Irina Atykowna Asisjan (russisch Ирина Атыковна Азизян; * 9. April 1935 in Moskau; † 22. Juni 2009 ebenda) war eine russische Kunsthistorikerin, Architektin und Malerin. 

## Leben
Asisjans Vater stammte aus Armenien und war aktives Mitglied der Kommunistischen Partei; sie hingegen beschäftigte sich mit der Problematik der russischen Avantgarde. Nach ihrem Abschluss am Moskauer Architektur-Institut unterrichtete sie an demselben Malerei, arbeitete danach als Theoretikerin zum Thema „Synthese der Künste“. Darüber hinaus beschäftigte sie sich mit Grundlagenforschung zum Schaffen von Alexander Archipenko. 
Asisjan hinterlässt ein großes Erbe an Bildern – ihre Hauptsujets: Armenien und Krim – die sich in Orientmuseum und Architekturmuseum in Moskau und diversen Privatsammlungen in Moskau, Jerewan, Rumänien, Spanien und den Vereinigten Staaten befinden.